# عائلة سيمبسون
عائلة سيمبسون (بالإنجليزية: The Simpsons) هو مسلسل أمريكي كرتوني كوميدي الموقف من إنتاج شركة فوكس وهو موجه للكبار فقط. يعد أطول وأنجح مسلسل كرتوني يعرض على شاشات التلفزيون الأمريكي، حيث بلغ لحد الآن 34 موسم و 740 حلقة. المسلسل من فكرة وتأليف مات غرينينغ.
قدّم غرينينغ هذه العائلة قبل انطلاق المسلسل بوقت قصير من أجل استخدامها في سلسلة من الحلقات الكرتونية القصيرة مع المنتج جيمس ل. بروكس، إذ ابتكر غرينينغ عائلة تقدم مثالًا سيئًا وسمى الشخصيات تيمنًا بأفراد عائلته، مستعيضًا عن اسمه باسم بارت. أصبحت الحلقات القصيرة جزءًا من برنامج ذا تريسي أولمان شو في تاريخ 19 أبريل 1987. وبعد ثلاثة مواسم، تطورت الفقرة الكرتونيّة إلى حلقات مدتها نصف ساعة تُعرض في وقت الذروة، وأصبحت أول مسلسل على شبكة فوكس يصل إلى قائمة أعلى 30 مرتبة في موسم واحد (1989-1990).
منذ عرضه لأول مرة في 17 ديسمبر 1989، بُثت 673 حلقة من عائلة سيمبسون. وهو أطول مسلسل كوميديا موقف أمريكي من حيث فترة البث، وأطول مسلسل تلفزيون أمريكي يُعرض وقت الذروة بنص مكتوب أيضًا، سواءً أكان من حيث عدد المواسم أم الحلقات. أطلِق فيلم عائلة سيمبسون الطويل في دور السينما في أنحاء العالم يوم 27 يوليو 2007، وحقق مبلغًا تجاوز 527 مليون دولار أمريكي بالإجمال. ثم في 30 أكتوبر 2007، أطلِقت لعبة فيديو. وجُدد عقد مسلسل عائلة سيمبسون في 6 فبراير 2019 من أجل الموسمين الحادي والثلاثين والثاني والثلاثين، وبدأ بث أولهما في 29 سبتمبر 2019 وسينتهي في مارس 2020، بينما سيحتوي الأخير على الحلقة السبعمئة. عائلة سيمبسون إنتاج مشترك بين أفلام غراسي وشبكة تونتيث سينشري فوكس التلفزيونية يُوزع من قبل شركة تونتيث التلفزيونية.
تلقى مسلسل عائلة سيمبسون ترحيبًا جماهيريًا طيلة مواسمه التسعة أو العشرة الأولى، التي كثيرًا ما تُعتبر «عصره الذهبي». واختارته مجلة تايم أفضل مسلسل تلفزيوني في القرن العشرين، واختاره إيريك أدامز، مِن إيه. ڤي. كلوب، «ذروة الإنتاجات التلفازية بصرف النظر عن النوع». وفي 14 يناير 2000، حصلت عائلة سيمبسون على نجمتها في رصيف مشاهير هوليوود. فاز المسلسل بعشرات من الجوائز منذ انطلاقه، من بينها 34 جائزة إيمي برايم تايم و34 جائزة آني إضافة إلى جائزة بيبودي. دخل هتاف هومر الشهير «D'oh!»، الذي يتكرر كثيرًا ضمن المسلسل، في قواميس اللغة الإنجليزية، وكان للمسلسل تأثير كبير على العديد من مسلسلات كوميديا الموقف الكرتونية اللاحقة الموجهة للكبار، غير أنه لم ينجُ من النقد حول التراجع الملحوظ في الجودة خلال السنوات.

## البنية

### الشخصيات
يشتهر مسلسل عائلة سيمبسون بطاقمه الكبير من الشخصيات الرئيسية والثانوية.
وتتمثل الشخصيات الرئيسية في أفراد عائلة سيمبسون، الذين يعيشون في بلدة سبرينغفيلد المتخيلة «وسط أمريكا». يعمل هومر، الأب، مسؤول سلامة في محطة سبرينغفيلد للطاقة النووية، وهو منصب يتعارض مع شخصيته المستهترة اللامبالية. وهو متزوج من مارج بوفيه، ربة بيت وأم أمريكية نمطية. لديهما ثلاثة أبناء: بارت، صبي محب للمقالب والمتاعب في العاشرة من عمره؛ وليزا، ناشطة ناضجة قبل أوانها في الثامنة من عمرها؛ وماغي، طفلة العائلة الرضيعة التي نادرًا ما تتحدث، لكنها تتواصل عن طريق مصها لمصاصة الأطفال. وعلى الرغم من كون العائلة مثالًا لا يُحتذى به، تعرض العديد من الحلقات علاقة أفرادها وروابطهم، وغالبًا ما يُبدون الاهتمام المتبادل ببعضهم البعض. يعيش والد هومر، الجد سيمبسون، في دار سبرينغفيلد للمسنين بعد إرغام هومر له على بيع منزله كي يتسنى لعائلته شراء منزلها، وحظي الجد سيمبسون بدور البطولة في عدة حلقات.
تملك العائلة أيضًا كلبًا، سانتاز ليتل هيلبر (مساعد بابا نويل الصغير)، وقطة، سنوبول الخامسة، التي أعيدت تسميتها إلى سنوبول الثانية في الحلقة التاسعة من الموسم الخامس عشر. وحظي كلا الحيوانين الأليفين بدور البطولة في عدة حلقات.
يتضمن المسلسل مجموعة من الشخصيات الثانوية غريبة الأطوار، من بينها زميلا هومر في العمل (وصديقاه أيضًا) ليني ليونارد وكارل كارلسون، ومدير المدرسة سيمور سكينر والمدرّستان إيدنا كرابابل وإليزابيث هوفر، والجار نيد فلاندرز، والأصدقاء بارني غامبل وآبو ناهاسابيمابيتيلون ومو سيزلاك وميلهاوس فان هاوتن ونيلسون مونتز، وأختا مارج باتي وسيلما بوفيه، وسكان البلدة مثل العمدة كويمبي والضابط كلانسي ويغام وصاحب الأموال الثري تشارلز مونتغومري بيرنز ومساعده التنفيذي وايلون سميذرز، والشخصيتان الشهيرتان المحليتان المهرج كراستي ومراسل الأخبار كينت بروكمان.
كان مؤلفو المسلسل يقصدون في الأصل استخدام العديد من هذه الشخصيات بمثابة مزحة لمرة واحدة من أجل أداء دور معين مطلوب في البلدة، غير أن عددًا منها حصل على أدوار أكبر، ثم لعب دور البطولة لاحقًا في بعض الحلقات. وبحسب كلام مات غرينينغ، تبنى المسلسل فكرة طاقم الشخصيات الثانوية الكبير من مسلسل «إس سي تي في» الكوميدي.

## تاريخ
ظهرت أولى حلقات المسلسل كمقاطع ضمن برنامج تراسي أولمان (Tracey Ullman Show) في عام 1986. بعد ذلك تبنت شركة فوكس التلفزيونية الفكرة وبدأت بعرض الحلقات على قنواتها في عام 1989. انتشرت حلقات المسلسل في كل أنحاء العالم وخاصة في أوروبا واليابان، بعد دبلجتها إلى اللغات المحلية. في ألمانيا على سبيل المثال بدأ عرض حلقات المسلسل في عام 1991 ، تم عرضه في الوطن العربي في قناة فوكس سيريز العربية. ولاحقا أصبح يعرض على fox tv ضمن شبكة bein ويعرض الجزء 27 على شبكة osn

## الفكرة والموضوع
تدور حلقات المسلسل في مدينة تدعى سبرينغفيلد في الولايات المتحدة. المدينة ليس لها وجود على أرض الواقع، اختارها مؤلف المسلسل لأن الاسم منتشر كثيرا في الولايات المتحدة وكي لا يعطي انطباع بأن الحلقات تدور في منطقة معينة واحدة. يتناول المسلسل قصة عائلة مقيمة في هذه المدينة، تمثل العائلة الأمريكية العادية بميزاتها وسيئاتها، مع معالجة المواضيع التي تؤثر عليها بطريقة كوميدية. الشيء الملفت للنظر في الرسومات هو أن لون بشرة شخصيات البرنامج هو أصفر. أيضا هو امتلاك كل الشخصيات أربعة أصابع في اليد الواحدة بدلا من خمسة.

## الشخصيات
قائمة شخصيات سيمبسون
أهم شخصية في المسلسل هو رب عائلة السيمبسون هومر جي سيمبسون (Homer J. Simpson). الشخصية عبارة عن أب بسيط ذو تفكير سطحي، يعمل في مفاعل سبرينجفيلد النووي. يصعب عليه تدبر أمور العائلة بشكل عام، ولكن يتمكن بطريقة أو بأخرى من تنفيذ التزاماتة، طبعا كل هذه الأحداث تدور بطريقة كوميدية، تحبب المشاهد العادي بشخصية هومر برغم بساطة تفكيره، كما انه دائم التردد علي (حانة مو) وأصدقائه المفضلين هم ليني وكارل وبارني، ودائما كان يكره جاره المتدين نيد فلاندرز والذي كان يتعامل معه بكل حسن وموده. الأم مارج هي أم ملتزمة تحاول مساعدة زوجها في تسيير أمور العائلة مع انها كثيرة التذمر والتشائم وأصبحت مدمنة ميسر في المواسم الأخيرة.الأولاد هم بارت، ليزا وماغي. بارت يبلغ من العمر 10 سنوات، وهو طفل مشاغب وشقي جدا ومصاحب لميلهاوس الذي يعتبر صديقه المفضل، ليزا وتبلغ من العمر 8 سنوات، وهي طفلة ذكية هادئة في أغلب الأحيان، كما أنها نباتية وفي المواسم الأخيرة اعتنقت (البوذية). ماغي هي طفلة رضيعة. شخصيات المسلسل لا تكبر أبدا برغم مرور سنوات على عرض المسلسل.
أهم الشخصيات الأخرى
| اسم الشخصية               | وصف للشخصية | صورة |
| ------------------------- | --- | ---- |
| موريس "مو" سيزسلاك        | صاحب الحانة التي يرتادها هومر دائماً. |      |
| مونتغمري بيرنز            | صاحب ومدير " مفاعل سبرينجفيلد النووي " الذي يعمل فيه " هومر "، يمثل شخصية الغني الطماع، وهو عضو في عصابة فلاينغ هيل فيش والتي تأسست من قبل محاربين في الحرب العالمية الثانية بعد حصولهم على أعمال فنيه ضائعه ومجوهرات.                                                                                     |      |
| ويلون سميذرز              | سكرتير " السيد برنز ". ومن النادر أن نرى " السيد برنز " من دونه. |      |
| أبو                       | صاحب متجر " كويك -إي- مارت (Kwik-E-Mart)". وهو المتجر الذي تبتاع منه " عائلة سيمبسون " مشترياتها ولديه 6 أبناء و4 بنات وجميعهم تؤأم. |      |
| سيمور سكينر               | مدير " مدرسة سبرينغفيلد الابتدائية " التي يدرس فيها الأولاد، يمثل شخصية المدير الذي يحاول تدبر المقالب التي يقوم بها بارت، ووالده عضو في عصابة فلاينغ هيل فيش والتي تأسست من قبل محاربين في الحرب العالمية الثانية بعد حصولهم على أعمال فنية ضائعه ومجوهرات، كما انه علي علاقة بمدرسة المدرسة ادنا كربابل. |      |
| ابراهام جي سيمبسون        | والد "هومر سمبسون"، يمثل شخصية الرجل المسن الذي ينسى باستمرار ويعمل الكثير من المشاكل كالأطفال، محارب قديم في الحرب العالمية الثانية وكان طفلاً أثناء الحرب العالمية الأولى، وعضو في عصابة فلاينغ هيل فيش والتي تأسست من قبل محاربين في الحرب العالمية الثانية بعد حصولهم على أعمال فنية ضائعة ومجوهرات.    |      |
| إدنا كربابل               | وهي معلمة في " مدرسة سبرينجفيلد الابتدائية " للصف الرابع، وهي معلمة بارت وعلي علاقة بسيمور سكينر. |      |
| الأختان باتي وسلما        | وهما توأم وأخوات مارج الكبيرات وهما مدخنتان شرهتان، ويعملان في دائرة المرور، يكرهما " هومر " بشدة. |      |
| رئيس الشرطة كلانسي ويغام  | يمثل الفساد والفشل في الشرطة، ووالده عضو في عصابة فلاينغ هيل فيش والتي تأسست من قبل محاربين في الحرب العالمية الثانية بعد حصولهم على أعمال فنية ضائعة ومجوهرات. |      |
| نيد فلاندرز               | جار عائلة سيمبسون المتدين والذي يكرهه " هومر " بشدة. |      |
| المهرج كراستي             | مقدم برنامج " كراستي شو " الكوميدي المخصص للأطفال. من العرقية اليهودية وهو يمثل الغني المشهور الأناني. |      |
| بارني غمبل                | مدمن على الكحول لدرجة كبيرة كما أنه أفضل زبائن حانة " مو " وسبب إدمانه هو " هومر "، ووالده |      |
| كارل كارلسون وليني لينورد | زملاء هومر في العمل، وأصدقاء هومر منذ الطفولة. |      |
| تروي مكلور                | الممثل المغرور " توفي الذي يؤدي صوته وهو فيل هارتمان. |      |
| الطبيب                    | طبيب عائلة سمبسون، وهو أذكى شخص في المدينة، معدل ذكائه 155، متزوج ولديه ابنان وبنت واحدة. |      |
| ملهاوس فان هاوتن          | صديق بارت الذي يتعرض لمضايقات الجميع. |      |
| رينير ولفكاسل             | الممثل النمساوي الأصل يشابه في شخصيته وكلامه أرنولد شوارزنيجر |      |
| فان هاوتن                 | والد ملهاوس، وشخص ذو حالة مادية سيئة يفشل في تسديد ديونه وقام برهن ملبسه في بعض الحلقت مطلق من زوجته التي أصبحت مع الكثير من الرجال الأغنياء والمشهورين. |      |

## الممثلون
هناك ستة أشخاص رئيسية يقومون بتأدية أصوات شخصيات المسلسل. ثلاثة منهم يقومون بتأدية عدة أصوات بنغمات مختلفة:
- دان كاستلانيتا -Dan Castellaneta : يؤدي شخصية (هومر سمبسون-المهرج كراستي-بارني).
- نانسي كارت رايت - Nancy Cartwright : تؤدي شخصية (بارت سمبسون-نيلسون منتز-تود فلاندرز-رالف ويغوم).
- جولي كافنير -Julie Kavner : تؤدي شخصية (مارج سمبسون-باتي-سيلما).
- ياردلي سميث - Yeardley Smith : تؤدي صوت (ليزا سمبسون).
- هانك ازاريا- Hank Azaria : بدور: مو - كلانسي ويغام - كليتس - أبو وغيرهم.
- هاري شيرار - بدور برنز - فلاندرز - لوفجوي - سميذرز - هيبرت وغيرهم

| Main cast members                                                                           | Main cast members      | Main cast members                               | Main cast members | Main cast members                                                                        | Main cast members |
| ------------------------------------------------------------------------------------------- | ---------------------- | ----------------------------------------------- | ----------------- | ---------------------------------------------------------------------------------------- | --- |
|                                                                                             |                        |                                                 |                   |                                                                                          | |
| دان كاستلانيتا                                                                              | جولي كافنير            | نانسي كارت رايت                                 | ياردلي سميث       | هانك ازاريا                                                                              | هاري شيرار |
| Homer، Grampa، Barney، Krusty، Groundskeeper Willie، Mayor Quimby، Hans Moleman and others. | Marge، Patty and Selma | Bart، Nelson، Ralph، Todd Flanders, and others. | Lisa              | Moe، Chief Wiggum، Apu، Comic Book Guy، Carl، Cletus، الأستاذ فرينك، Dr. Nick and others | السيد بيرنز، Mr. Smithers، نيد فلاندرز، Reverend Lovejoy، Kent Brockman، Dr. Hibbert، Lenny، الناظر سكينر، Otto، Rainier Wolfcastle and others. |

## المواسم
| الموسم | وقت العرض (منطقة زمنية شرقية) | بداية الموسم    | نهاية الموسم   | TV season | عدد الحلقات | معدل المشاهدة (بالمليون) | أكثر الحلقات مشاهدة                  | العروض (بالمليون) |
| ------ | ----------------------------- | --------------- | -------------- | --------- | ----------- | ------------------------ | ------------------------------------ | ----------------- |
| 1      | الأحد 8:30 PM                 | ديسمبر 17, 1989 | May 13, 1990   | 1989–90   | 13          | 27.8                     | "Life on the Fast Lane"              | 33.5              |
| 2      | Thursday 8:00 PM              | أكتوبر 11, 1990 | July 11, 1991  | 1990–91   | 22          | 24.4                     | "بارت يحصل على علامة راسب"           | 33.6              |
| 3      | Thursday 8:00 PM              | سبتمبر 19, 1991 | اغسطس 27, 1992 | 1991–92   | 24          | 21.8                     | "الكولونيل هومر"                     | 25.5              |
| 4      | Thursday 8:00 PM              | سبتمبر 24, 1992 | May 13, 1993   | 1992–93   | 22          | 22.4                     | "Lisa's First Word"                  | 28.6              |
| 5      | Thursday 8:00 PM              | سبتمبر 30, 1993 | مايو 19, 1994  | 1993–94   | 22          | 18.9                     | "Treehouse of Horror IV"             | 24.0              |
| 6      | الأحد 8:00 PM                 | سبتمبر 4, 1994  | مايو 21, 1995  | 1994–95   | 25          | 15.6                     | "Treehouse of Horror V"              | 22.2              |
| 7      | الأحد 8:00 PM                 | 17 سبتمبر، 1995 | مايو 19, 1996  | 1995–96   | 25          | 15.1                     | "Treehouse of Horror VI"             | 19.7              |
| 8      | الأحد 8:00 PM                 | 27 أكتوبر، 1996 | مايو 18, 1997  | 1996-97   | 25          | 14.5                     | "The Springfield Files"              | 20.9              |
| 9      | الأحد 8:00 PM                 | سبتمبر 21, 1997 | مايو 17, 1998  | 1997-98   | 25          | 16.3                     | "The Two Mrs. Nahasapeemapetilons"   | 19.8              |
| 10     | الأحد 8:00 PM                 | أغسطس 23, 1998  | مايو 16, 1999  | 1998-99   | 23          | —                        | "Maximum Homerdrive"                 | 15.5              |
| 11     | الأحد 8:00 PM                 | سبتمبر 26, 1999 | مايو 21, 2000  | 1999-00   | 22          | —                        | "The Mansion Family"                 | 18.4              |
| 12     | الأحد 8:00 PM                 | نوفمبر 1, 2000  | مايو 20, 2001  | 2000-01   | 21          | 15.5                     | "Worst Episode Ever"                 | 18.6              |
| 13     | الأحد 8:00 PM                 | نوفمبر 6, 2001  | مايو 22, 2002  | 2001-02   | 22          | 12.5                     | "The Parent Rap"                     | 14.9              |
| 14     | الأحد 8:00 PM                 | نوفمبر 3, 2002  | مايو 18, 2003  | 2002-03   | 22          | 14.4                     | "I'm Spelling as Fast as I Can"      | 22.1              |
| 15     | الأحد 8:00 PM                 | نوفمبر 2, 2003  | مايو 23, 2004  | 2003-04   | 22          | 11.0                     | "I, (Annoyed Grunt)-Bot"             | 16.3              |
| 16     | الأحد 8:00 PM                 | نوفمبر 7, 2004  | مايو 15, 2005  | 2004-05   | 21          | 10.2                     | "Homer and Ned's Hail Mary Pass"     | 23.07             |
| 17     | الأحد 8:00 PM                 | سبتمبر 11, 2005 | مايو 21, 2006  | 2005-06   | 22          | 9.55                     | "Treehouse of Horror XVI"            | 11.63             |
| 18     | الأحد 8:00 PM                 | سبتمبر 10, 2006 | مايو 20, 2007  | 2006-07   | 22          | 9.15                     | "The Wife Aquatic"                   | 13.90             |
| 19     | الأحد 8:00 PM                 | سبتمبر 23, 2007 | مايو 18, 2008  | 2007-08   | 20          | 8.37                     | "Treehouse of Horror XVIII"          | 11.7              |
| 20     | الأحد 8:00 PM                 | سبتمبر 28, 2008 | مايو 17, 2009  | 2008-09   | 21          | 7.1                      | "Treehouse of Horror XIX"            | 12.4              |
| 21     | الأحد 8:00 PM                 | سبتمبر 27, 2009 | مايو 23, 2010  | 2009-10   | 23          | 7.1                      | "Once Upon a Time in Springfield"    | 14.62             |
| 22     | الأحد 8:00 PM                 | سبتمبر 26, 2010 | مايو 22, 2011  | 2010-11   | 22          | 7.09                     | "Moms I'd Like to Forget"            | 12.6              |
| 23     | الأحد 8:00 PM                 | سبتمبر 25, 2011 | مايو 20, 2012  | 2011-12   | 22          | 6.15                     | "The D'oh-cial Network"              | 11.48             |
| 24     | الأحد 8:00 PM                 | سبتمبر 30, 2012 | مايو 19, 2013  | 2012-13   | 22          | 5.41                     | "Homer Goes to Prep School"          | 8.97              |
| 25     | الأحد 8:00 PM                 | سبتمبر 29, 2013 | مايو 18, 2014  | 2013-14   | 22          | 5.02                     | "Steal This Episode"                 | 12.04             |
| 26     | الأحد 8:00 PM                 | سبتمبر 28, 2014 | مايو 17, 2015  | 2014-15   | 22          | 5.61                     | "The Man Who Came to Be Dinner"      | 10.62             |
| 27     | الأحد 8:00 PM                 | سبتمبر 27, 2015 | مايو 22, 2016  | 2015-16   | 22          | 4.0                      | "Teenage Mutant Milk-Caused Hurdles" | 8.33              |
| 28     | الأحد 8:00 PM                 | 25 سبتمبر، 2016 | TBA            | 2016–17   | 22          | TBA                      | TBA                                  | TBA               |

## السوق
يعد المسلسل برنامج مربح لكثرة عدد مشاهديه والمنتجات المباعة منه. كما ذكر أعلاه فأنه أيضا ناجح في كثير من دول العالم وخاصة في أوروبا ويحقق نسب مشاهدة عالية برغم معالجة مواضيعه للحياة الأمريكية، التي قد تختلف عن الحياة الأوروبية. من ضمن المنتجات المرتبطة بالمسلسل: أشرطة الفيديو والدي في دي والسي دي، التي تحتوي على حلقات البرنامج، ملابس، صور، لوائح (بوسترات)، أكواب، كتب الكوميك، ألعاب الورق وغيره.

## الجوائز

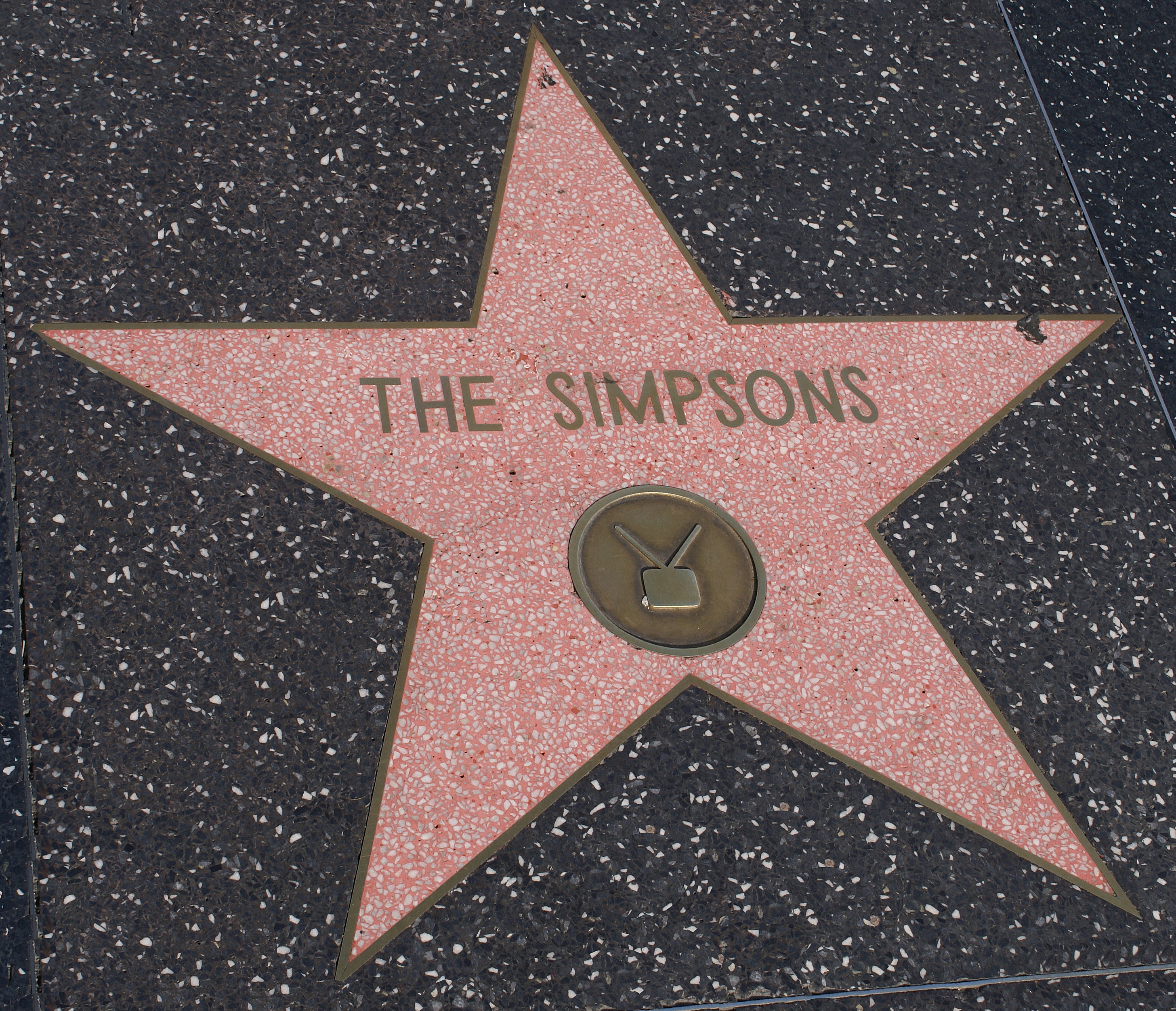
نجمة المسلسل على ممشى المشاهير في هوليوود في لوس أنجلوس.

حصد المسلسل العديد من الجوائز منها:
- جائزة ايمي 24 مرة.
- جائزة إيني 26 مرة.
- بيا بودي.

## وصلات خارجية
- ذا سيمبسونز على موقع IMDb (الإنجليزية)
- ذا سيمبسونز على موقع ميتاكريتيك (الإنجليزية)
- ذا سيمبسونز على موقع الموسوعة البريطانية (الإنجليزية)
- ذا سيمبسونز على موقع روتن توميتوز (الإنجليزية)
- ذا سيمبسونز على موقع أول موفي (الإنجليزية)
- ذا سيمبسونز على موقع فيلمافينيتي (الإسبانية)
- ذا سيمبسونز على موقع كينوبويسك (الروسية)
- ذا سيمبسونز على موقع ألو سيني (الفرنسية)
- ذا سيمبسونز على موقع قاعدة بيانات الفيلم (الإنجليزية)

- موقع السيمبسونس الرسمي